# ピット&ラン
ピット&ラン (Pit&Run F-1 Race、ピットエンドラン) は、1984年にタイトーより発表されたアーケードゲーム。トップビューの箱庭タイプのスクロール画面構成を用いたフォミュラーカーレースである『F1レース』をモチーフとしたレースゲーム。

## 概要
トップビューのレースゲームとしては大型筐体で特殊コンパネ、縦スクロール形式の同社『スピードレース』シリーズやセガ「モナコGP』等が挙げられるが、この作品は1レバー、1ボタンという構成で競合他社が擬似3Dの通称「体感ゲーム」移行前（セガ『ターボ』等の時期）に作られた特殊コンパネを必要としない数少ないテーブル／アップライト筐体用に作られた派生的な作品である｡

## ゲームシステム
基本システム
- 操作方法は4方向レバーとアクセル。ブレーキはエンジンブレーキ方式としてアクセルボタンを放せば利く。ボタンを押している長さでスピードアップするのでシフトチェンジは存在しない。

その為、反射神経さえよければカプコンの『F1ドリーム』等にあるコーナリングフォースの概念がない為、ナムコ『ラリーX』の如く最高速でもコーナーを90度ターンできるが、後に述べるスリップゾーン（水溜り）等ではマシンの方向を変更してから速度域に準じて数台分の地点で曲がる等の表現となっているが、アザーカーは45度単位でコーナリングできる等差別化がなされている。
- ゲームルールとしてはスタート時に表示される規定LAPを孕んで来るアザーカーやドラム缶等の障害物を避けつつフィニッシュラインを通過すればフィニッシュ。

1位の黄色いアザーカーに周回遅れにされる、かつ燃料切れを起こすとその時点でゲームオーバー。
なお、様々な障害物に接触するとスピンアウトし、プレーヤーが外に放り出され、マシンに戻り体制を立て直すまで燃料とタイム、順位をロスする。
- スタート形式はル・マン方式に似通っており、アザーカーは前列より1列ずつドライバーが乗り込んでいきスタートする。最後尾スタートのプレーヤーもそれに順じて乗り込みスタート。サブタイトルにもある史実のF-1と異なっているが、当時一時期に導入され、物議を醸したピットインでの燃料補給制を採用している。
- 近年のF-1レースゲームに存在するピットインと言う概念がまだない頃の解釈であるのと、ゲーム上の操作性の問題からピットロードは存在しないものの、車庫入れ形式で燃料補給のPITに入って補給が済むと入った向きと逆方向に押し戻される。補給の途中キャンセルは補給中にボタンを押せばその時点でコース方向に戻される。
- スリップゾーンが現れる時期がコース1の2周目からある事やコーナー時のアザーカーの処理等でゲームバランス的に悪い面もある。

周回毎やその他のフューチャー
- 1レース毎の補給できる初期燃料上限も定められており、これにより補充を考えてピットインしつつ正規に周回をこなすしかない為意図的に永久パターンには入れない。
- 黄色いアザーカーを抜くとそのアザーカーのカラーリングが青くなる。この時にピットの貯蔵燃料が1台につき10補充される。
- コース1ではアザーカーを抜いた数だけコントロールライン付近の路肩に止めてあるアザーカーが次の周回時にスタートする。
- コースは基本的に1コースだが、周回が進むに連れコース中至る所に水溜りやドラム缶、スピンアウト/炎上リタイアするアザーカー、中央分離帯といった障害物がコースへ浮上。
- 落雷時、次の周回に入る頃には同社『スーパースピードレース』等でみられるようなトンネル進入時の視界を妨げるヘッドライト表現がなされる。これにより任意的にスピードダウンを余儀なくされる。
- コーナリング時のアザーカーの挙動についてはストレートで抜いてもS字コーナーを回る時にそのアザーカーが通った車線を外側よりイン側に入りクロスしてコーナリングするとそのまま減速せず突っ込んでくる為、自車に孕んで来る。車線の奪い合い等の高等な駆け引き等は存在しない。